# Флаг Румынии

Флаг революционеров 1848 г. в Валахии и Молдавском княжестве

Флаг Соединённых княжеств Молдавии и Валахии. 1862—1866 гг.

Флаг Румы́нии (рум. Drapelul României) — один из государственных символов Румынии. Представляет собой прямоугольное полотнище, состоящее из трёх равновеликих вертикальных полос: синей — у древкового края, жёлтой — в середине и красной — у свободного края полотнища. Отношение ширины флага к его длине — 2:3.

## История флага
Впервые цвета национального флага Румынии встречаются во времена правления господаря Валахии Михая Храброго (1593—1601). Есть также версия, что эти цвета использовались ещё во времена господаря Молдавии Стефана Великого (1457—1504). Сине-жёлто-красный флаг с горизонтальным расположением полос стал символом революции 1848 года в Валахии и, по мнению революционеров, символизировал флаги трёх исторических областей: голубой цвет — Валахии, золотой — Семиградья, красный — Молдавии.
С 1866 по 1948 год флаг Румынии представлял собой простой триколор. В 1948—1989 годах на румынском триколоре был изображён государственный герб.
Цветам национального Флага Румынии соответствуют следующие понятия:
Синий цвет — Свобода (Libertate);
Жёлтый цвет — Закон (Dreptate);
Красный цвет — Братство (Frăție).
| Цвета   | Синий       | Жёлтый     | Красный   |
| ------- | ----------- | ---------- | --------- |
| Pantone | 280c        | 116c       | 186c      |
| CMYK    | 100-70-0-10 | 0-10-95-0  | 0-90-80-5 |
| RGB     | 0-43-127    | 252-209-22 | 206-17-38 |
| HTML    | #002B7F     | #FCD116    | #CE1126   |

В 2013 году была принята поправка, согласно которой флаг будет изменён путём добавления в его центр герба Румынии.

## День флага в Румынии
Ежегодно 26 июня отмечается День флага в Румынии. Праздник был добавлен в календарь страны ещё в 1998 году. Дата 26 июня была выбрана в связи с датой принятия национального флага Румынии в виде красно-жёлто-синего триколора.

## Флаги РНР/СРР

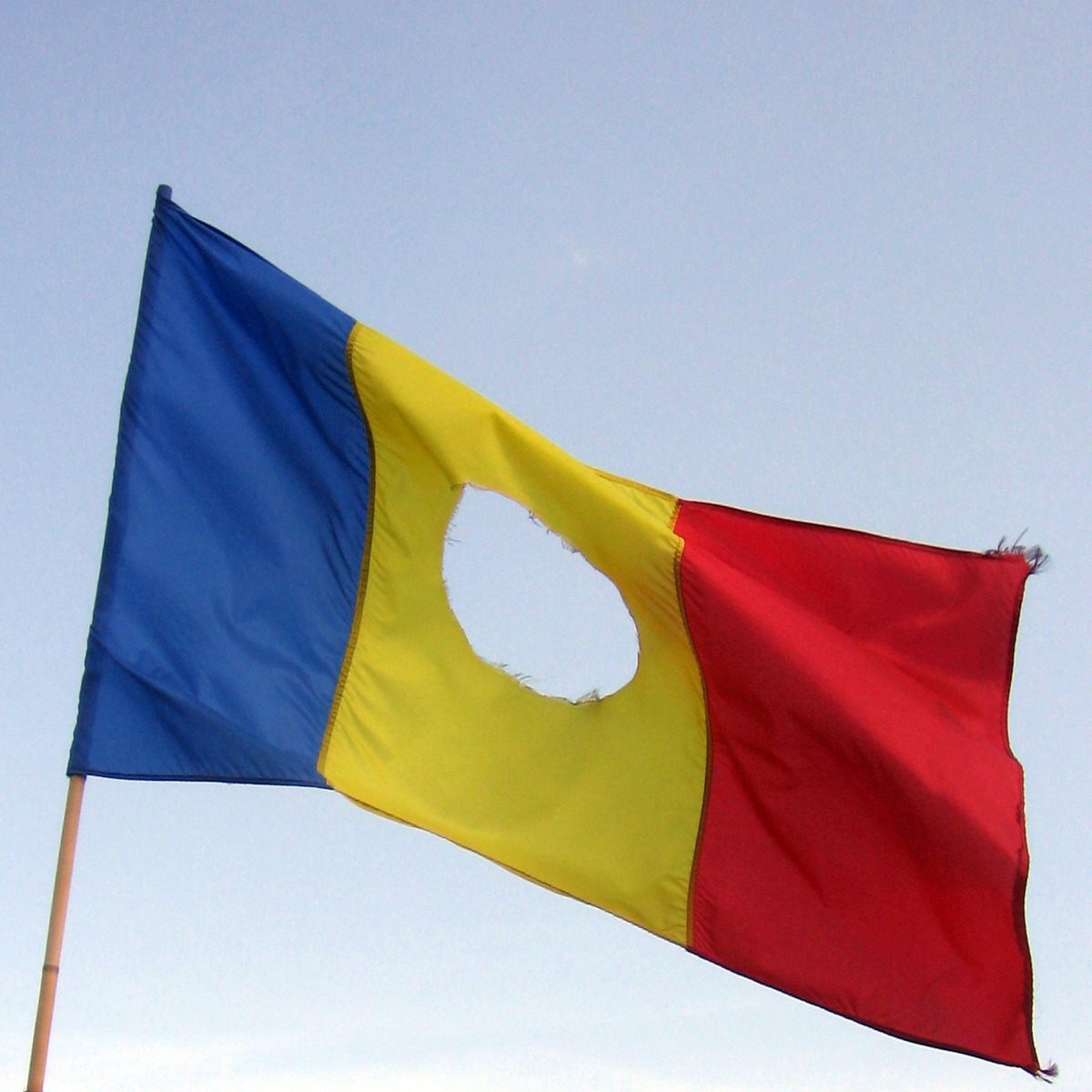
Флаг Социалистической Республики Румыния с вырезанным гербом, ставший символом революции 1989 года

В социалистический период (с 1947 по 1965 год страна называлась Румынская Народная Республика, а с 1965 по 1989 — Социалистическая Республика Румыния) флаг состоял из красной, жёлтой и синей полос, расположенных вертикально, с синей полосой у древка. В середине располагался герб Румынии. Отношение сторон флага 2:3.
Во время декабрьской Румынской революции 1989 года демонстранты вырезали герб СРР из флага. 27 декабря 1989 в Румынии восстановлен прежний флаг, без герба СРР.

—
—
—
—

- январь 1948 — 13 апреля 1948
- 13 апреля 1948 — 24 сентября 1952
- 24 сентября 1952 — 21 августа 1965
- 21 августа 1965 — 27 декабря 1989

## Изготовление самого большого флага в мире
Румыния занесена в книгу рекордов Гиннесса за самый большой выложенный флаг. 27 мая 2013 года на аэродроме города Клинчени был развёрнут самый большой в мире национальный флаг Румынии. Вес флага равен примерно 5000 кг, а площадь флага составляла около 80 000 квадратных метров.

## Похожие флаги

Флаг Андорры с 1866
Флаг Молдавии с 27 апреля 1990
Флаг Чада с 6 ноября 1959